# Liste von Burgen, Schlössern und Festungen im Département Deux-Sèvres
Die Liste von Burgen, Schlössern und Festungen im Département Deux-Sèvres listet bestehende und abgegangene Anlagen im Département Deux-Sèvres auf. Das Département zählt zur Region Nouvelle-Aquitaine in Frankreich.

Wappen des Départements Deux-Sèvres (79)
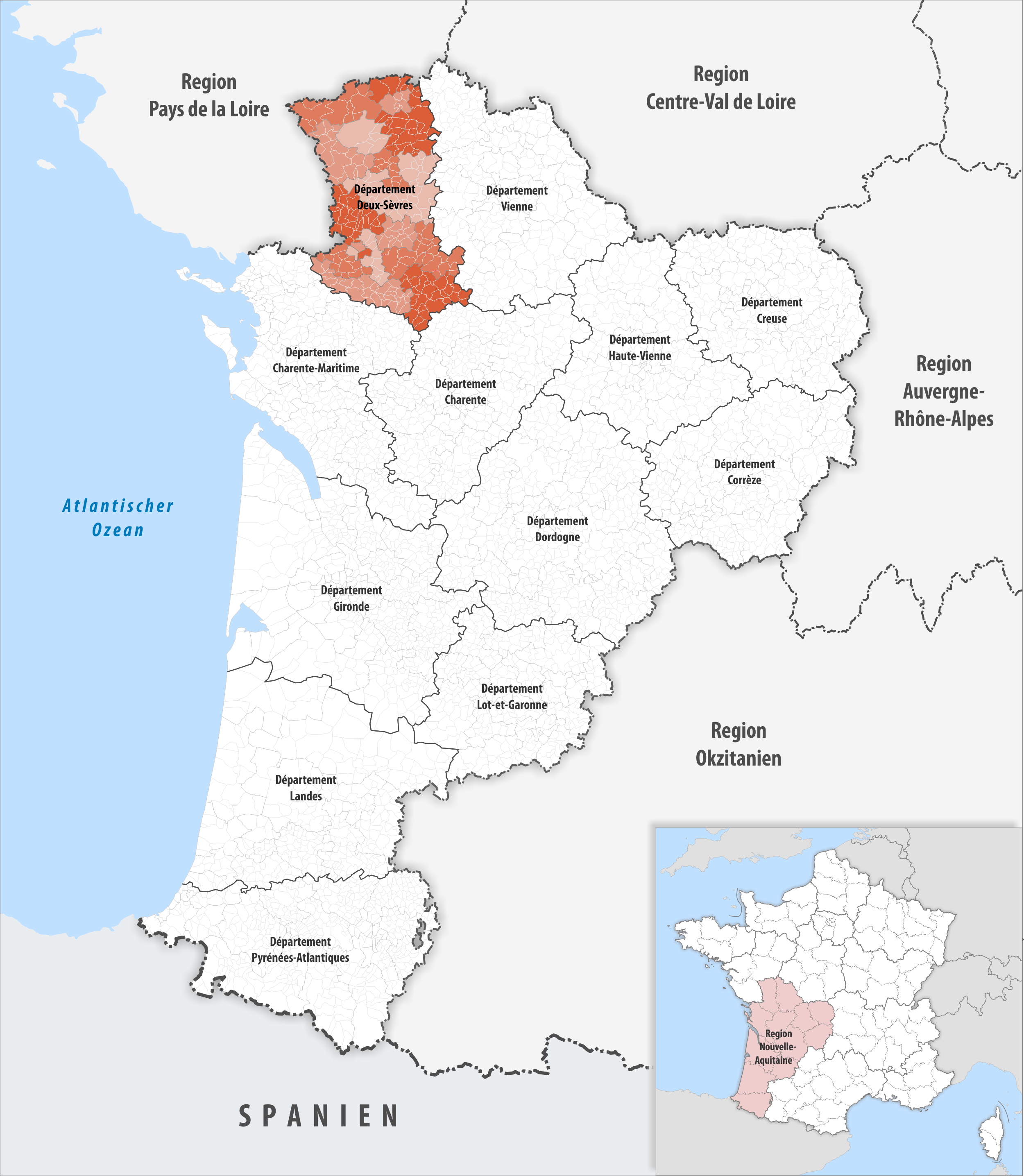
Lage des Départements Deux-Sèvres in der Region Nouvelle-Aquitaine
Lage der Region Nouvelle-Aquitaine in Frankreich

## Liste
Bestand am 3. November 2022: 58
| Name deu / fra                                                        | Gemeinde / Lage                       | Typ (Untertyp)          | Bemerkungen                                                 | Bild |
| --------------------------------------------------------------------- | ------------------------------------- | ----------------------- | ----------------------------------------------------------- | ---- |
| Burg Airvault Château d'Airvault                                      | Airvault 46,8275° N, 0,13806° W       | Burg                    | Ruine                                                       |      |
| Burg Argenton Château d'Argenton                                      | Argentonnay 46,985876° N, 0,443502° W | Burg                    | Von der Burg Argenton ist nur noch die Burgkapelle erhalten |      |
| Schloss Beauregard Château de Beauregard                              | Saivres                               | Schloss                 |                                                             |      |
| Schloss Le Bois de Sanzay Château du Bois de Sanzay                   | Saint-Martin-de-Sanzay                | Schloss                 |                                                             |      |
| Schloss Bourdin Château de Bourdin                                    | Saint-Pardoux                         | Schloss                 |                                                             |      |
| Burg Bressuire Château de Bressuire                                   | Bressuire                             | Burg                    | Ruine                                                       |      |
| Schloss La Chapelle-Bertrand Château de La Chapelle-Bertrand          | La Chapelle-Bertrand                  | Schloss                 |                                                             |      |
| Burg Cherveux Château de Cherveux                                     | Cherveux                              | Burg                    |                                                             |      |
| Schloss Le Chilleau Château du Chilleau                               | Vasles                                | Schloss                 |                                                             |      |
| Burg Le Coudray-Salbart Château du Coudray-Salbart                    | Échiré                                | Burg                    | Ruine                                                       |      |
| Schloss Coulonges-sur-l’Autize Château de Coulonges-sur-l'Autize      | Coulonges-sur-l’Autize                | Schloss                 |                                                             |      |
| Schloss Le Deffend Château du Deffend                                 | Montravers                            | Schloss                 |                                                             |      |
| Schloss La Durbellière Château de la Durbellière                      | Mauléon                               | Schloss                 | Ruine                                                       |      |
| Burg L’Ébaupinaye Château de l'Ébaupinaye                             | Argentonnay                           | Burg                    | Ruine                                                       |      |
| Schloss La Foye Château de la Foye                                    | Couture-d’Argenson                    | Schloss                 |                                                             |      |
| Burg Glénay Château de Glénay                                         | Glénay                                | Burg                    | Ruin                                                        |      |
| Schloss La Grande Fougère Chateau de la Grande Fougère                | La Chapelle-Bâton                     | Schloss                 |                                                             |      |
| Burg La Guyonnière Château de la Guyonnière                           | Beaulieu-sous-Parthenay               | Burg                    |                                                             |      |
| Schloss l’Herbaudière Château de l'Herbaudière                        | Saivres                               | Schloss                 |                                                             |      |
| Schloss der Herzöge von La Trémoïlle Château des ducs de la Trémoïlle | Thouars                               | Schloss                 |                                                             |      |
| Schloss Javarzay Château de Javarzay                                  | Chef-Boutonne                         | Schloss                 |                                                             |      |
| Schloss Jouhé Château de Jouhé                                        | Pioussay                              | Schloss                 |                                                             |      |
| Schloss Les Loges Château des Loges                                   | La Chapelle-Bâton                     | Schloss                 |                                                             |      |
| Herrenhaus Le Magnou Manoir du Magnou                                 | Saivres                               | Schloss (Herrenhaus)    |                                                             |      |
| Schloss Maillé Château de Maillé                                      | La Chapelle-Bâton                     | Schloss                 |                                                             |      |
| Schloss Maisontiers Château de Maisontiers                            | Maisontiers                           | Schloss                 |                                                             |      |
| Herrenhaus Le Maunay Manoir de Maunay                                 | Saivres                               | Schloss (Herrenhaus)    |                                                             |      |
| Burg Melzéard Château de Melzéard                                     | Paizay-le-Tort                        | Burg                    | Nur der Bergfried und ein Turm erhalten                     |      |
| Schloss Mursay Château de Mursay                                      | Échiré                                | Ruine                   |                                                             |      |
| Burg Niort Donjon de Niort                                            | Niort                                 | Burg (Donjon)           |                                                             |      |
| Schloss Noirlieu Château de Noirlieu                                  | Bressuire                             | Schloss                 |                                                             |      |
| Schloss Nuchèze Château de Nuchèze                                    | Champdeniers-Saint-Denis              | Schloss                 |                                                             |      |
| Schloss Oiron Château d'Oiron                                         | Oiron                                 | Schloss                 |                                                             |      |
| Schloss Olbreuse Château d'Olbreuse                                   | Usseau                                | Schloss                 |                                                             |      |
| Schloss Orfeuille Château d'Orfeuille                                 | Gourgé                                | Schloss                 |                                                             |      |
| Schloss Les Ousches Château des Ousches                               | Saint-Génard                          | Schloss                 |                                                             |      |
| Burg Parthenay Château de Parthenay                                   | Parthenay                             | Burg                    |                                                             |      |
| Schloss La Pastellière Château de La Pastellière (La Patellière)      | Combrand                              | Schloss                 |                                                             |      |
| Schloss Payré Château de Payré                                        | La Peyratte                           | Schloss                 |                                                             |      |
| Burg Piogé Château de Piogé                                           | Availles-Thouarsais                   | Burg                    |                                                             |      |
| Schloss Pugny Château de Pugny                                        | Moncoutant-sur-Sèvre                  | Schloss                 |                                                             |      |
| Schloss La Roche Faton Château de la Roche Faton                      | Lhoumois                              | Schloss                 |                                                             |      |
| Schloss La Roche Nesde Château de la Roche Nesde                      | Saivres                               | Schloss                 |                                                             |      |
| Schloss Russay Château de Russay                                      | Saivres                               | Schloss                 |                                                             |      |
| Schloss Saint-Loup-sur-Thouet Château de Saint-Loup-sur-Thouet        | Saint-Loup-Lamairé                    | Schloss                 |                                                             |      |
| Burg Saint-Mesmin Château de Saint-Mesmin                             | Saint-André-sur-Sèvre                 | Burg                    |                                                             |      |
| Schloss Saint-Symphorien Château de Saint-Symphorien                  | Saint-Symphorien                      | Schloss                 |                                                             |      |
| Burg Sanzay Château de Sanzay                                         | Argenton-les-Vallées                  | Burg                    | Ruine                                                       |      |
| Schloss Saugé Château de Saugé                                        | Saivres                               | Schloss                 |                                                             |      |
| Schloss La Sayette Château de la Sayette                              | Vasles                                | Schloss                 |                                                             |      |
| Schloss La Taillée Château de La Taillée                              | Échiré                                | Schloss                 |                                                             |      |
| Burg Tennessus Château de Tennessus                                   | Amailloux                             | Burg                    |                                                             |      |
| Stadtbefestigung Thouars Remparts et tour porte de Thouars            | Thouars                               | Burg (Stadtbefestigung) |                                                             |      |
| Schloss Vasles Chateau de Vasles                                      | Vasles                                | Schloss (Stadtpalais)   |                                                             |      |
| Herrenhaus Vasles Manoir de Vasles                                    | Vasles                                | Schloss (Herrenhaus)    |                                                             |      |
| Schloss La Venelle Château de la Venelle                              | Oiron                                 | Schloss                 |                                                             |      |
| Schloss Le Vieux Deffend Château du Vieux Deffend                     | Montravers                            | Schloss                 |                                                             |      |
| Schloss La Villedieu de Comblé Château de la Villedieu de Comblé      | La Mothe-Saint-Héray                  | Schloss                 |                                                             |      |